# Eugen Botez
Eugen Botez es un deportista rumano que compitió en piragüismo en la modalidad de aguas tranquilas. Ganó dos medallas de plata en el Campeonato Mundial de Piragüismo en los años 1970 y 1971, y una medalla de plata en el Campeonato Europeo de Piragüismo de 1969.

## Palmarés internacional
| Campeonato Mundial | Campeonato Mundial     | Campeonato Mundial | Campeonato Mundial |
| Año                | Lugar                  | Medalla            | Evento             |
| ------------------ | ---------------------- | ------------------ | ------------------ |
| 1970               | Copenhague (Dinamarca) | Medalla de plata   | K1 4 × 500 m       |
| 1971               | Belgrado (Yugoslavia)  | Medalla de plata   | K1 4 × 500 m       |
| Campeonato Europeo |                        |                    |                    |
| Año                | Lugar                  | Medalla            | Evento             |
| 1969               | Moscú (URSS)           | Medalla de plata   | K1 4 × 500 m       |